# Ad accedentes
Ad accedentes era un canto propio de la rito hispano que se cantaba en la misa, mientras el celebrante y el pueblo comulgaban. Es un canto responsorial análogo a la Antífona de Comunión del rito romano. Los versículos están tomados de los Evangelios.
- Datos: Q5657245